# Caballiera
Die Caballiera war eine Flächeneinheit in Kuba und in verschiedenen amerikanischen Ländern. Das Maß entsprach der Feldhufe.
- Kuba: 1 Caballiera = 10 Carreaux = 1340,98 Ar
- Venezuela, Kolumbien und Ecuador: 1 Caballiera= 38,646 Hektar
- Mittelamerika: 1 Caballiera = 64 Manzanas = 44,719 Hektar
- Mexiko: 1 Caballiera = 609,4 Varas = 42,7953 Hektar
- Guatemala: 1 Caballiera = 45,2 Hektar
- Haiti = 1 Caballiera = 10 Carreaux = 12,926 Hektar
- Spanien: 1 Caballiera = 38,63748 Hektar
  - Madrid: 1 Caballiera = 20,5428 Hektar
  - Kastilische Caballiera/Cavalleria = 60 Fanegas/Fanegadas = 38,6373 Hektar